# Коэн, Рэймонд
Рэймонд Коэн (англ. Raymond Cohen; род. 1919, Манчестер — 28 января 2011, Лондон) — британский скрипач.
Родился в музыкальной семье. Первые уроки получил от своего отца, учителя и скрипача-любителя. Учился в Манчестерском колледже музыки у Генри Хольста. В 15 лет был принят в состав Оркестра Халле, став самым юным оркестрантом в истории этого коллектива. Начал выступать с оркестром и как солист, однако с началом Второй мировой войны ушёл в армию и в течение шести лет играл в военном оркестре на кларнете, продолжая при этом практиковаться как скрипач. Сразу после демобилизации в 1945 году Коэн выиграл первый Конкурс скрипачей имени Карла Флеша. Некоторое время был концертмейстером Оркестра Голдсбро, выступал с другими ведущими оркестрами Великобритании. В 1960—1966 гг. концертмейстер Королевского филармонического оркестра.
Вместе с женой, пианисткой Антьей Рал (африк. Anthya Rael), записал все сонаты Людвига ван Бетховена для скрипки и фортепиано. Их сын — виолончелист Роберт Коэн.